# Alexandrino Garcia

Alexandrino Garcia ComIH (Lapa do Lobo, Nelas, 3 de abril de 1907 - 24 de outubro de 1993) foi um empresário português que desenvolveu a sua atividade no Brasil. Deixou sua terra natal em 1919 acompanhando seu pai, que veio para o Brasil em 1914 em busca de uma vida melhor.[carece de fontes?]

## História
No Brasil, construiu seu patrimônio empresarial. Primeiro trabalhando com seu pai em sua máquina de beneficiar arroz, chamada José Alves Garcia e Filhos, e depois montando, em 1941, sua própria empresa, um posto de serviços chamado Alexandrino Garcia e Irmãos. Em 1943 a empresa recebeu a concessão da General Motors do Brasil para revender seus produtos. Em 1945 fundindo estas duas empresas, José Alves Garcia e Filhos e Alexandrino Garcia e Irmãos, fundou a Empresa Irmãos Garcia.[carece de fontes?]
Em 1954, quando então era o presidente da Associação Comercial e Industrial de Uberlândia, interessado em melhorar os serviços de telefonia na cidade de Uberlândia e região constitui, junto a outros membros da Associação, a Companhia de Telefones do Brasil Central,
tendo ele assumido a presidência desta Companhia. Esta nova Companhia adquiriu a Empresa Telefônica Teixeirinha, que controlava os serviços telefônicos em Uberlândia e outras cidades da região. Após outras aquisições de empresas de vários segmentos, principalmente de telecomunicações e agronegócios, formou um grupo que recebeu o nome de suas iniciais, o Grupo Algar. O grupo empresarial tem sede na cidade de Uberlândia, Minas Gerais, e suas empresas atuam em todas as regiões do Brasil.[carece de fontes?]
Apesar de ter deixado sua terra natal enquanto jovem e de ter construído sua vida e patrimônio no Brasil, Alexandrino Garcia retornou por diversas vezes a Portugal, tendo contribuído também para o seu desenvolvimento. E por estas contribuições, Portugal o homenageou, em 1972, com a insígnia de Comendador pela Ordem do Infante D. Henrique.[carece de fontes?]
Em 1984, foi convidado por Portugal para visitar os melhoramentos realizados em Lapa do Lobo com o seu auxílio, dentre os quais a reforma da Capela de Santa Catarina e a construção do campo de futebol e Associação Desportiva, e ainda para autorizar que uma rua fosse batizada com o seu nome. Recebeu ainda homenagens da Câmara de Nelas, da Associação Humanitária dos Bombeiros Voluntários de Canas de Senhorim.[carece de fontes?]